# Diocesi di Tamata
La diocesi di Tamata (in latino Dioecesis Tamatensis) è una sede soppressa e sede titolare della Chiesa cattolica.

## Storia
Tamata, nell'odierna Tunisia, è un'antica sede episcopale della provincia romana di Bizacena.
Dal 1933 Tamata è annoverata tra le sedi vescovili titolari della Chiesa cattolica; dal 27 maggio 2009 il vescovo titolare è Lee Anthony Piché, già vescovo ausiliare di Saint Paul e Minneapolis.

## Cronotassi dei vescovi titolari
- Franciszek Musiel † (12 novembre 1965 - 2 dicembre 1992 deceduto)
- Paul Marchand, S.M.M. † (31 maggio 1993 - 8 marzo 1999 nominato vescovo di Timmins)
- Mile Bogović † (4 giugno 1999 - 25 maggio 2000 nominato vescovo di Gospić-Segna)
- Antonino Eugénio Fernandes Dias (10 novembre 2000 - 8 settembre 2008 nominato vescovo di Portalegre-Castelo Branco)
- Lee Anthony Piché, dal 27 maggio 2009